# Гетьманець Михайло Федосійович
Михайло Федосійович Ге́тьманець (нар. 16 вересня 1923, село Китайгород, нині Олександрівського району Кіровоградської області — пом. 29 квітня 2021, Харків) — український літературознавець. Доктор філологічних наук (1981), професор (1983).

## Біографія
Учасник німецько-радянської війни. 1945 року став членом ВКП(б). 1950 року закінчив Харківський університет. Від 1955 року завідувач кафедри російської та зарубіжної літератур Харківського педагогічного інституту (нині Харківський національний педагогічний університет імені Григорія Сковороди). У 1966—1970 роках був ректором цього навчального закладу.
Народився майбутній учений і педагог 16 вересня 1923 року у простій селянській родині поблизу Чигирина. Рятуючись від Голодомору, родина була змушена перебратися до Харкова. Дитинство і юність минали у робочому селищі при Харківському тракторному заводі. 1940 року, закінчивши з відзнакою середню школу, розумний і допитливий юнак вступив на російське відділення філологічного факультету Харківського університету імені В. Каразіна. Навчання перервала війна — 22 червня 1941 року Михайло склав останній екзамен за перший курс — з німецької мови. Далі — довгі чотири роки війни він пройшов воїном-артилеристом. Після Перемоги повернувся і продовжив навчання у рідному Харкові. Талановитий юнак блискуче закінчив навчання 1950 року і отримав рекомендацію до аспірантури. Три роки напруженої праці увінчалися захистом кандидатської дисертації.
З 1953 року життя і трудова діяльність М. Ф. Гетьманця нерозривно пов'язані з Харківським педагогічним інститутом, а нині — Харківським національним педагогічним університетом імені Г. С. Сковороди: 1955—1985 рр. — завідувач кафедри російської та зарубіжної літератури, 1956—1965 рр. — декан філологічного факультету, 1966—1970 рр. — ректор інституту, з 1990 р. — професор кафедри російської та світової літератури.
Наукові інтереси Михайла Федосійовича надзвичайно широкі. Енциклопедичні знання, феноменальна пам'ять, живий розум, глибокий аналітизм — усе це вирізняє професора Гетьманця серед колег і учнів. Проте є дві «пламенные страсти» у його науковій праці — життя і діяльність А. С. Макаренка, якому присвятив докторську дисертацію (1980) та шедевр давньоукраїнської літератури «Слово о полку Ігоревім», якому присвятив 5 монографій і понад 30 статей. Великий резонанс отримала книга «Тайна реки Каялы» (1982), яка вже тричі перевидавалася. Вперше в історії вивчення «Слова…» був організований кінний похід маршрутом князя Ігоря, який дозволив внести посутні уточнення у наукові концепції, висвітлити низку «темних місць». Було доведено, що справді в давнину існувала річка Каяла на території Слов'янського району Донецької області.
Ще однією важливою сторінкою наукової діяльності вченого стало літературне краєзнавство — у довіднику «Літературна Харківщина» (3 випуски) представлені статті про понад 500 діячів культури, значна кількість яких згадується вперше.
Плідна наукова діяльність ученого нерозривно пов'язана з педагогічною — за 60 років викладацької роботи підготовлені тисячі фахівців-словесників, які з вдячністю і глибокою пошаною згадують свого улюбленого Вчителя. Окрім того, створена наукова школа М. Ф. Гетьманця, який підготував 5 докторів і 16 кандидатів філологічних наук. Серед його учнів — І. С. Маслов, О. Г. Ткаченко, О. М. Ніколенко, В. І. Мацапура, О. В. Кеба, С. В. Ленська, С. В. Бесчотнікова та ін.

## Творчість
Михайло Гетьманець — автор праць з історії радянської літератури, сучасного літературного процесу, а також досліджень про «Слово о полку Ігоревім». Йому належить близько 20 книг і понад 300 статей.

### Головні твори
- «А. С. Макаренко — литературный критик» (Харків, 1971)
- «А. С. Макаренко и концепция нового человека в советской литературе 20-30-х годов» (Харків, 1978)
- «Тайна реки Каялы» (Харків, 1982).
- В гостях у сказки (Харків, 1988).
- Літературна Харківщина (1998, 2007).
- Орфографічний словник (Харків, 1997).
- Велике і вічне: «Слово о полку Ігоревім» (Суми, 1998).
- «Слово о полку Ігоревім» у школі (Суми, 2001).
- Статті про «Слово о полку Ігоревім» (Харків, 2008).
- Сучасний словник літературознавчих термінів (Харків, 2003).
- Сучасний словник літератури і журналістики (Харків,2009).
- Про себе і про час (Харків, 2011).
- Тайна реки Каялы. — 3-е изд. (Харьков, 2003).
- Введение в литературоведение (Харьков, 2011).
- «Я — писатель Макаренко» [в соавтор.] (Харьков, 2011).
- О Харькове и не только (Харків, 2012).
- Тайна реки Каялы в свете науки, логики и здравого смысла (Харків, 2002).